# Oxynaspis patens
Oxynaspis patens är en kräftdjursart som beskrevs av Aurivillius 1892. Oxynaspis patens ingår i släktet Oxynaspis och familjen Oxynaspididae. Inga underarter finns listade i Catalogue of Life.